# Dwudziesta dziewiąta ulica
Dwudziesta dziewiąta ulica – amerykańsko-japońska tragikomedia z 1991 roku oparta na faktach.

## Główne role
- Danny Aiello - Frank Pesce, Sr.
- Anthony LaPaglia - Frank Pesce, Jr.
- Lainie Kazan - Pani Pesce
- Frank Pesce - Vito Pesce
- Robert Forster - Sierżant Tartaglia
- Ron Karabatsos - Philly the Nap
- Rick Aiello - Jimmy Vitello
- Vic Manni - Louie Tucci
- Paul Lazar - Needle Nose Nipton
- Pete Antico - Tony
- Donna Magnani - Madeline Pesce
- Darren Bates - Sal Las Benas
- Tony Sirico - Chink Fortunado
- Richard K. Olsen - Ojciec Lowery
- Richard Cerenzio - Dom the Bomb

## Fabuła
Rok 1976. Frank Pesce w wigilijny wieczór wygrywa loterię nowojorską (6 mln dolarów). Jednak zamiast się cieszyć, dostaje szału. Trafia na komisariat, gdzie opowiada o swoim życiu na 29 ulicy i swoich skomplikowanych relacjach z rodziną.